# Муніципальний аеропорт імені Роберта Мюллера
Муніципальний аеропорт імені Роберта Мюллера (IATA: AUS, ICAO: KAUS, FAA ідент. місц.: AUS) — перший цивільний аеропорт, побудований в Остіні (штат Техас, США). В 1999 році він був замінений новим міжнародним аеропортом Остін-Бергстром, а 23 травня новий аеропорт почав свою роботу. Летовище знаходилось за кілька миль на північний схід від центру Остіна. Аеропорт був названий на честь Роберта Мюллера, міського комісара, який помер на посаді в січні 1927 року. Муніципальний аеропорт Роберта Мюллера ідентифікувався за кодом аеропорту AUS, який був перепризначений до міжнародного аеропорту Остін-Бергстром у 1999 році.
В 1998 році (за рік до закриття) аеропорт обслугував бвльше 6-ти мільйонів пасажирів за рік.